# U-Kwon
Kim Yu-kwon (hangul: 김유권 (); Suwon, Provincia de Gyeonggi, 9 de abril de 1992), más conocido por su nombre artístico U-Kwon (hangul: 유권 ()), es un cantante surcoreano. Es vocalista y bailarín del grupo masculino surcoreano Block B, y también es miembro de la subunidad Bastarz junto con P.O y B-Bomb, así como de la subunidad T2u con Taeil.

## Biografía
U-Kwon nació en Suwon, Provincia de Gyeonggi, Corea del Sur.

## Carrera

### 2011-2016: Inicios
U-Kwon debutó con Block B en abril de 2011. Cuatro años después, se anunció que U-Kwon participaría en la primera subunidad de Block B, Bastarz, junto con los miembros P.O y B-Bomb. El primer álbum del grupo fue lanzado el 13 de abril de 2015, y su segundo álbum el 31 de octubre de 2016. Mientras tanto, U-Kwon, junto con B-Bomb, grabaron la canción "Bingle Bingle" en el álbum de Block B Blooming Period, que se lanzó el 11 de abril de 2016. U-Kwon lanzó su primer solo japonés, "Painless" (痛痛くないない), el 24 de junio de 2016; la canción fue compuesta por él para el cortometraje Q Chan, en el que también participó actuando.
El 24 de junio de 2016, se anunció que U-Kwon había sido elegido para el programa de competencia de baile Hit the Stage. U-Kwon participó en el programa junto con YooA como su compañera. U-Kwon ganó en el primer episodio del programa con una rutina de baile en la que interpretó al Joker. Finalmente terminaron en cuarto lugar.

### 2017-presente: Carrera en solitario
En junio de 2017, U-Kwon y su compañero de Block B P.O recibieron el premio Maxim K-Model Icon Idol.
U-Kwon realizó una gira por seis ciudades de Japón del 26 de agosto al 7 de septiembre de 2017, junto con su compañero de Block B, Taeil, como la subunidad T2u. U-Kwon también participó en el álbum especial japonés del proyecto Block B: Project-1, lanzado el 20 de septiembre, interpretando la canción "Winner" junto con P.O y la rapera Chanmina.
El 18 de octubre, se anunció que U-Kwon había sido seleccionado para presentar el programa musical The Power of K, junto con Nancy de Momoland y Shownu de Monsta X. El programa comenzó a transmitirse en enero de 2018 tanto en Corea del Sur como en Japón.
En diciembre de 2017, U-Kwon, junto con el cantante Rothy, lanzaron una canción para la banda sonora del drama Jugglers titulada "Baby Baby".
El 8 de enero de 2018, Block B lanzó el álbum Re: Montage, el cual incluía una canción en solitario de U-Kwon, "Everythin'". Además de interpretar la canción, U-Kwon escribió la letra. U-Kwon también escribió la letra en japonés de la canción de T2u de 2018 "Good Bye", que aparece en el álbum Block B The Best, y la letra en japonés de la canción "Ocean", que aparece en el álbum debut de la subunidad, T2U.
El 12 de agosto de 2022, durante la transmisión de Twitch de Haha con él, U-Kwon anunció que dejó KQ Entertainment, y actualmente está trabajando de forma independiente.

## Vida personal
U-Kwon anunció en diciembre de 2012 que estaba en una relación con la modelo Jun Sun-hye. Ella anunció su ruptura el 1 de mayo de 2022, diciendo que los dos seguirían siendo solamente amigos.
En mayo de 2020, se anunció que U-Kwon comenzaría el servicio militar obligatorio el 18 de mayo. U-Kwon fue dado de baja del servicio militar el 21 de noviembre de 2021.

## Discografía

### Álbumes sencillo
| Título   | Detalles | Posiciones máximas en los gráficos | Ventas |
| Título   | Detalles | COR                                | Ventas |
| -------- | --- | ---------------------------------- | ------ |
| Rise Up  | - Fecha de lanzamiento: 3 de diciembre de 2019 - Reedición: 13 de enero de 2020 (Limited Edition CD) - Etiqueta: Seven Seasons - Formatos: Descarga digital, CD | —                                  | —      |
| Wanna Do | - Fecha de lanzamiento: 6 de enero de 2023 - Formatos: Descarga digital                                                                                         | —                                  | —      |

### Apariciones en bandas sonoras
| Título                  | Año  | Posiciones máximas en los gráficos | Álbum    |
| Título                  | Año  | COR                                | Álbum    |
| ----------------------- | ---- | ---------------------------------- | -------- |
| "Baby Baby" (con Rothy) | 2017 | —                                  | Jugglers |

## Filmografía

### Programas de variedades
| Año       | Título               | Notas                             |
| --------- | -------------------- | --------------------------------- |
| 2016      | Hit The Stage        | Concursante                       |
| 2016      | Lipstick Prince      | Miembro del reparto junto con P.O |
| 2017      | Ranking Show 1, 2, 3 | Miembro del jurado                |
| 2018-2019 | Power of K           | Anfitrión                         |
| 2018      | Ranking Show 1, 2, 3 | Miembro del jurado                |
| 2019      | King of Mask Singer  | Concursante                       |
| 2019      | Sales King TV        | Viaje a Indonesia                 |
| 2020      | Fact in Star         | Ídolo del mes                     |
| 2020      | Voice Queen          | Juez                              |

### Dramas
| Año  | Título        | Papel      |
| ---- | ------------- | ---------- |
| 2015 | Jumping Girl  | Han Ga-eul |
| 2018 | Radio Romance | Kang Minu  |

### Películas
| Año  | Título           | Papel | Notas                                                       |
| ---- | ---------------- | ----- | ----------------------------------------------------------- |
| 2016 | Q Chan (Qちゃん) | Im    | Part of the Thrilling Daily Life (スリリングな日常) omnibus |

## Musicales
| Año       | Título                                                           | Papel          | Notas                           |
| --------- | ---------------------------------------------------------------- | -------------- | ------------------------------- |
| 2014-2015 | All Shook Up                                                     | Elvis          | Producción de Seúl              |
| 2015      | HARU~If You Can Return to that Day~ (HARU～あの日に戻れるなら～) | Kang Young-won | Producción de Tokio             |
| 2015      | Run to You~Street Life~                                          | Suchan         | Producción de Tokio, con Jaehyo |
| 2016-2017 | In the Heights                                                   | Usnavi         | Producción de Seúl, con Jaehyo  |
| 2017      | The Great Catsby                                                 | Hound          | Producción de Seúl              |
| 2018      | Evil Dead: The Musical                                           | Scott          | Producción de Seúl              |
| 2019      | By the Age of 30                                                 | Jin Yong       | Producciones de Tokio y Osaka   |
| 2019      | Altar Boyz                                                       | Luke           | Producción de Osaka             |